# Jœuf
Jœuf – miejscowość i gmina we Francji, w regionie Grand Est, w departamencie Meurthe i Mozela.
Według danych na rok 1990 gminę zamieszkiwało 7875 osób, a gęstość zaludnienia wynosiła 2476 osób/km² (wśród 2335 gmin Lotaryngii Joeuf plasuje się na 49. miejscu pod względem liczby ludności, natomiast pod względem powierzchni na miejscu 1162.).
Jœuf jest miejscem urodzenia piłkarza Michela Platini.

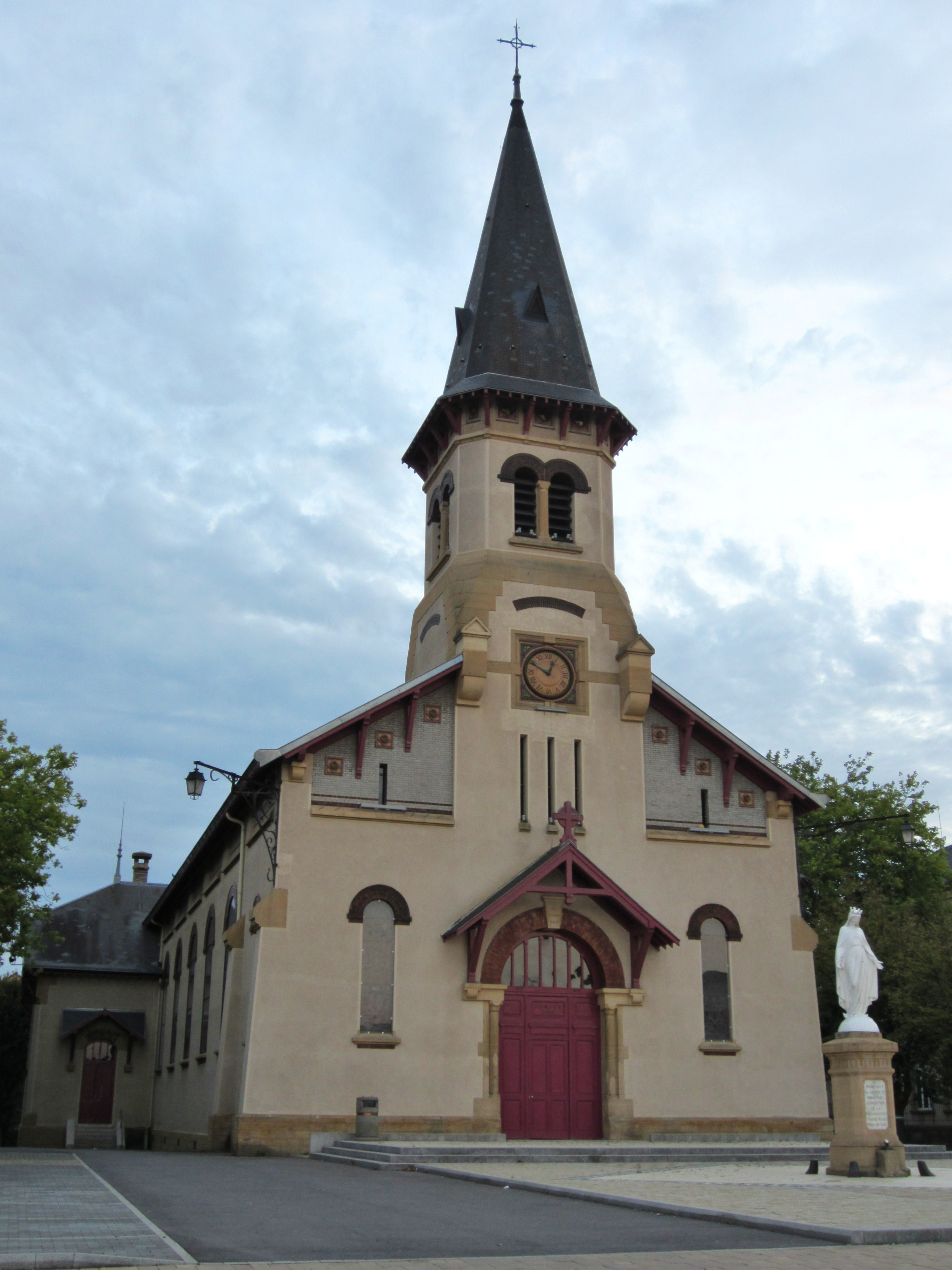
Kościół z 1911 r. pw. Matki Bożej (2011)

## Populacja

Populacja Jœuf w latach 1962–2008